# Lázaro C.Ruíz
Lázaro C.Ruíz – kubański zapaśnik w stylu wolnym. Srebro na igrzyskach panamerykańskich w 1983. Triumfator Igrzysk Ameryki Środkowej i Karaibów w 1982 roku.